# ملعب سافيكو فيلد
سافيكو فيلد أو تي موبايل بارك (بالإنجليزية: T-Mobile Park)‏ هو ملعب بيسبول قابل للسحب يقع في سياتل، واشنطن. المملوكة والمدارة من قبل دائرة المرافق العامة للبطولات العامة في ولاية واشنطن، هو الملعب الرئيسي في سياتل مارينرز من دوري البيسبول الرئيسي (MLB) ويبلغ طاقته الاستيعابية 47.715 للبيسبول.  يقع في حي سودو في سياتل، بالقرب من المحطة الغربية للطريق السريع 90. وقد لُعِبَت المباراة الأولى في 15 يوليو 1999.

## الموقع
يقع ملعب تي-موبايل بارك في منطقة سودو بوسط مدينة سياتل، ويحده من الغرب طريق ديف نيهوس (كتلة من الجادة الأولى جنوب)، ومن الجنوب طريق إدغار مارتينيز (المعروف سابقًا باسم شارع أتلانتيك الجنوبي)، ومن الشمال طريق رويال بروهام [الإنجليزية]، ومن الشرق خطوط سكك حديد بي إن إس إف.
تتوفر مواقف السيارات في مرآب السيارات الخاص بالملعب عبر طريق إدغار مارتينيز، ومرآب لومين فيلد شمال، ومواقف أخرى خاصة في المنطقة. يخدم قطار ساوندر للركاب محطة كينج ستريت القريبة. كما يخدم ملعب تي-موبايل بارك نظام السكك الحديدية الخفيفة لينك التابع للخط الأول من ساوند ترانزيت ‏، بالإضافة إلى خطوط حافلات كينج كاونتي مترو وساوند ترانزيت إكسبريس المحلية في محطة الملعب القريبة.
افتُتح موقف مخصص لسيارات الأجرة في يونيو 2023 على طول الجادة الثالثة؛ وقد بلغت تكلفة إنشائه 2.8 مليون دولار، وافتتح قبل مباراة كل نجوم دوري البيسبول الرئيسي لعام 2023.

## التاريخ
في 30 مارس 1994، عيّن غاري لوك، المدير التنفيذي للمقاطعة، فريق عمل لتقييم الحاجة إلى ملعب بيسبول جديد ليحل محل ملعب كينغدوم المتدهور بسرعة. خشي الكثيرون من مغادرة فريق مارينرز سياتل إذا لم يُبنَ ملعب جديد. في يناير 1995، أوصت فرقة العمل المكونة من 28 عضو مجلس مقاطعة كينغ بضرورة إشراك الجمهور في تمويل الملعب. وخلصت فرقة العمل إلى أن زيادة ضريبة المبيعات بنسبة 0.1% (إلى 8.3%) ستكون كافية لتمويل الملعب. عقدت مقاطعة كينغ انتخابات خاصة في 19 سبتمبر، طالبةً من الجمهور زيادة ضريبة المبيعات هذه؛ وقد حظي هذا الإجراء بتأييد مبكر، لكنه هُزم بفارق ضئيل بنسبة خُمس واحد بالمائة..
في 14 أكتوبر، وافقت جلسة خاصة للهيئة التشريعية للولاية على حزمة تمويل مختلفة لملعب جديد تضمنت ضريبة على الطعام والشراب في مطاعم وحانات مقاطعة كينغ، ورسوم إضافية على تأجير السيارات في مقاطعة كينغ، وضريبة دخول الملعب، وائتمان مقابل ضريبة المبيعات بالولاية، وبيع لوحة ترخيص خاصة بالملعب. بعد تسعة أيام، وافق مجلس مقاطعة كينغ على حزمة التمويل، وأنشأ منطقة المرافق العامة لملعب دوري البيسبول الرئيسي لولاية واشنطن لامتلاك الملعب والإشراف على التصميم والبناء. فشلت دعاوى دافعي الضرائب المعارضة للإجراءات التشريعية والضرائب في المحاكم.

## المميزات والسمات
كانت هناك في السابق تقنية تسمح للمتفرجين بمراقبة ميزات وقت اللعبة الخاصة باستخدام أجهزة استقبال نينتندو دي أس.

### التخطيط
يوجد خمسة مستويات رئيسية للملعب: الملعب (أو الشارع)، القاعة الرئيسية (المستوى 100 - 20634 مقعد )، مستوى النادي (المستوى 200 - 4585 مقعد [48])، مستوى الجناح (1945 مقعد [48])، والقاعة العلوية (المستوى 300 - 15955 مقعد ). يوجد قسمان للمدرجات أعلى الملعب الأيسر وأسفل لوحة نتائج الملعب الأوسط، مع 3706 مقعد. يقع مركز البث (صندوق الصحافة) في مستوى النادي ومستوى فرعي بينه وبين المستوى الرئيسي. نظرًا لأن الملعب يقع تقريبًا على مستوى الشارع، فإن الدخول إلى أي من البوابات الرئيسية يتطلب من الزوار صعود مجموعة من السلالم أو السلم المتحرك أو المصعد للوصول إلى القاعة الرئيسية، باستثناء مدخل الملعب الأيمن، الذي يفتح على القاعة الرئيسية. توفر السلالم والسلالم المتحركة والمصاعد والمنحدرات حول الحديقة الوصول إلى جميع المستويات.

### سعة المقاعد
| السنة     | السعة  |
| --------- | ------ |
| 1999–2002 | 46,621 |
| 2003      | 47,772 |
| 2004–2008 | 47,447 |
| 2009–2011 | 47,878 |
| 2012      | 47,860 |
| 2013–2014 | 47,476 |
| 2015      | 47,574 |
| 2016–2017 | 47,943 |
| 2018      | 47,715 |
| 2019–الآن | 47,929 |

### خدمات الطعام
يقدم ملعب تي-موبايل بارك تشكيلة أوسع من المأكولات والمشروبات مقارنةً بالملاعب التقليدية. ويضم أكشاك للمأكولات الخفيفة تُديرها سلاسل مطاعم محلية وأخرى تابعة لمطاعم مثل إيفارز، وكيد فالي، وسولت آند سترو، ودين تاي فونغ. كان بإمكان رواد الملعب طلب الطعام سابقًا باستخدام تطبيق نينتندو دي إس المسمى "شبكة نينتندو للمشجعين (Nintendo Fan Network)". افتتح الملعب "سوق ووك-أوف Walk-Off Market"، وهو أول متجر بدون أمين صندوق في ملعب دوري البيسبول الرئيسي، في مايو 2022 باستخدام تقنية من أمازون. وفي الموسم التالي، أُضيفت ثلاثة مواقع أخرى، وتشمل خدمة طلب الطعام والمشروبات.

### سقف قابل للسحب
في الوضع المفتوح، يستقر السقف فوق خطوط  سكة حديد بي إن إس إف التي تربط الملعب شرقًا، مع تعليق جزء منه فوق المدرجات في الجانب الأيمن. يُحدث هذا صدىً لصافرات القطارات المارة داخل الملعب. كانت أبواق القطارات تُسمع كثيرًا داخل الملعب طوال العقد الأول من القرن الحادي والعشرين، لكنها خفت بشكل ملحوظ عند بناء جسر علوي لشارع رويال بروهام واي، وهو الشارع الذي يحد الملعب شمالًا والذي كان يعبر الخطوط سابقًا. على عكس الملاعب الأخرى ذات الأسقف القابلة للطي، لا يُحيط سقف ملعب تي-موبايل بارك بالملعب بالكامل؛ مما يسمح للرياح ودرجات الحرارة بالتأثير على المباراة حتى مع إغلاق السقف.

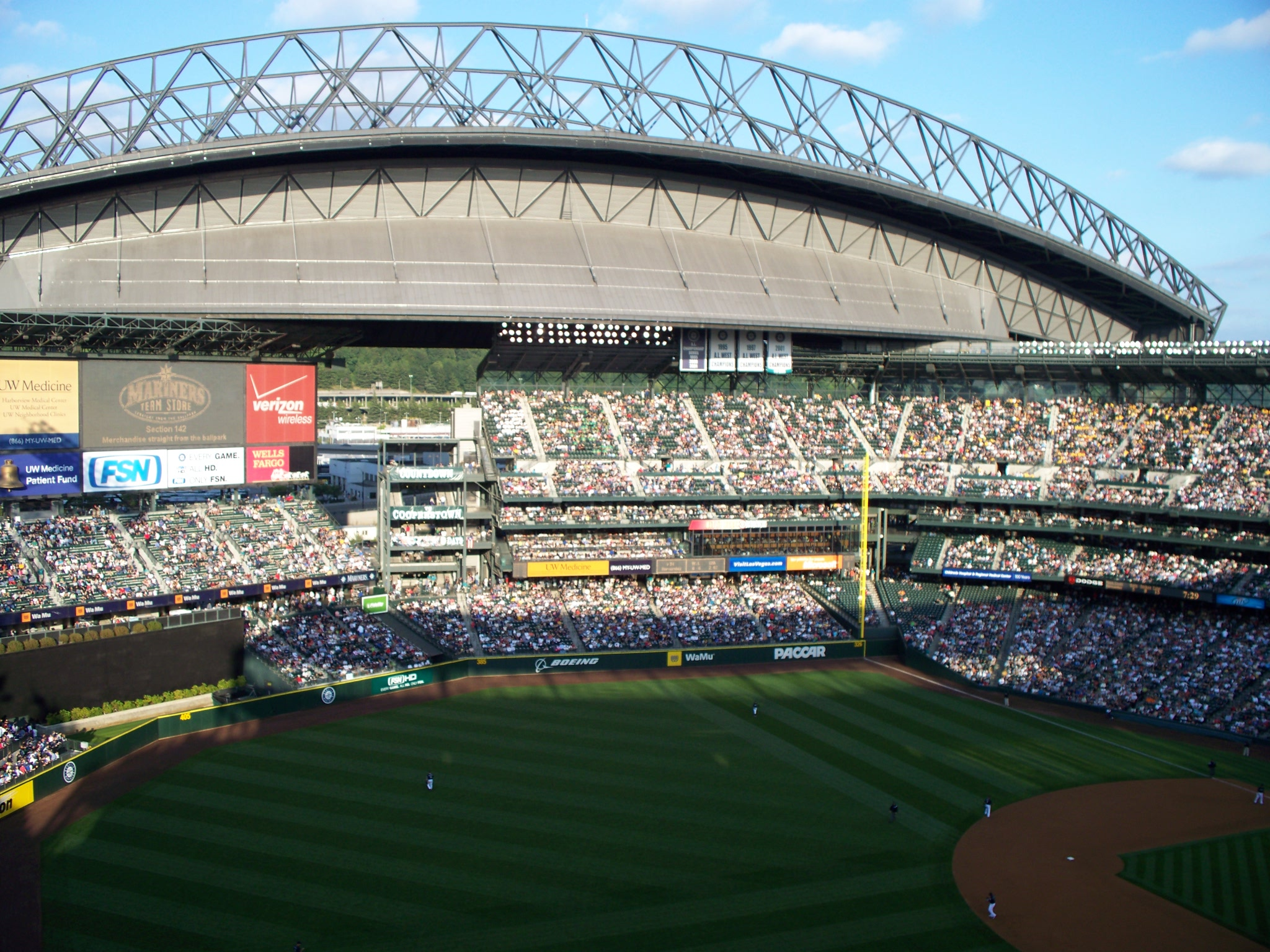
سقف قابل للسحب مفتوح، يوليو 2008

يغطي السقف مساحة تقارب 9 أكر (3.6 ها) ويزن 22 مليون رطل (10,000,000 كـغ). يتحرك السقف بواسطة 128 عجلة تتحرك على طول قضبان على الجانبين الشمالي والجنوبي للملعب. يبلغ ارتفاع الجزء العلوي من السقف 269 قدم (82 متر) فوق مستوى الملعب، بينما يبلغ ارتفاع الجزء السفلي 217 قدم (66 م). يستغرق فتح السقف من 10 إلى 20 دقيقة ويتم تحريكه من 300 إلى 500 مرة في السنة، وذلك في الغالب لإدارة عشب الملعب. يلعب فريق مارينرز ما معدله 17 إلى 18 مباراة في الموسم مع إغلاق السقف، وهو الأقل بين ملاعب دوري البيسبول الرئيسي ذات الأسقف القابلة للسحب. من عام 1999 إلى عام 2020، تم استخدام السقف في 367 مباراة - 22% من تلك التي لعبت في الملعب - بحد أقصى 25 مباراة خلال موسم 2010. حقق فريق مارينرز رقم قياسي قدره 692–632 في المباريات التي كان السقف مفتوح فيها، و116–109 في المباريات التي كان السقف مغلقًا فيها، و76–66 في المباريات التي كان السقف يتحرك فيها

### لوحات النتائج
يتميز ملعب تي-موبايل بارك بلوحة نتائج يدوية، وثاني أكبر لوحة نتائج عالية الدقة في دوري البيسبول الرئيسي، ولوحة نتائج LED ملونة خارجية، ولوحات LED شريطية على طول المدرجات.تبلغ مساحة لوحة النتائج الرئيسية، التي حلت محل لوحة النتائج أحادية اللون الأصلية وشاشة الفيديو المنفصلة فوق مدرجات الملعب المركزي قبل موسم 2013، أكثر من 11,000 قدم مربع (1,000 م2). يمكن استخدام اللوحة إما مرة واحدة، لعرض البث المباشر أو إعادة تشغيل الفيديو، أو تقسيمها إلى أقسام لعرض معلومات مثل الإحصائيات والإعلانات.

### قاعة مشاهير فريق مارينرز
تقع قاعة مشاهير فريق مارينرز، إلى جانب متحف البيسبول في شمال غرب المحيط الهادئ، في موقعٍ واحد، وتضم لوحاتٍ برونزية للأعضاء الأحد عشر الذين تم اختيارهم: ألفين ديفيس (1997)، والمذيع ديف نيهوس (2000)، وجاي بوهنر (2004)، وإدغار مارتينيز (2007)، وراندي جونسون (2012)، ودان ويلسون (2012)، وكين غريفي جونيور (2013)، ولو بينيلا (2014)، وجيمي موير (2015)، وإيتشيرو سوزوكي (2022)، وفيليكس هيرنانديز (2023). تصف اللوحات مساهماتهم في الفريق، بالإضافة إلى جداريات وشاشات تلفزيونية تعرض أبرز إنجازاتهم مع مارينرز.

## العمل الفني
يضم ملعب تي-موبايل بارك ومرآب السيارات المجاور له مجموعة واسعة من المعروضات الفنية العامة، بما في ذلك:
- "العاصفة Tempest"، ثريا مصنوعة من ألف مضرب بيسبول من الراتنج فوق مدخل القاعدة الرئيسية. تُجسّد فسيفساء وردة بوصلة قطرها 27 قدم، عند دوار القاعدة الرئيسية، عدد من عناصر تاريخ البيسبول. صممها ليندا بومونت، وستيوارت كيلر، ومايكل ماشينيك.[48]
- "ألحفة Quilts" تُصوّر شعار كل فريق من فرق دوري البيسبول الرئيسي، مصنوعة من معادن مُعاد تدويرها، بما في ذلك لوحات ترخيص من ولايات الفرق المعنية (أو مقاطعة أونتاريو في حالة فريق تورنتو بلو جايز، أو مقاطعة كولومبيا في حالة فريق واشنطن ناشيونالز).[48] تتضمن المجموعة أيضًا إشارات إلى تاريخ البيسبول في منطقة شمال غرب المحيط الهادئ.[48]
- قطع من الفولاذ المقاوم للصدأ للاعبين في أوضاع مختلفة أثناء التقاط الكرة، الضرب  [لغات أخرى]‏، والدفاع، والرمي  [لغات أخرى]‏، مُدمجة في أسوار البوابات الرئيسية الأربع للملعب.
- ستة ملاعب، سلسلة من المنحوتات المعدنية تُصوّر أيادٍ تُمسك بكرات بيسبول لأنواع مختلفة من الملاعب، مُمتدة على طول الواجهة الغربية للمرآب.[48]
- قفاز بيسبول برونزي، ارتفاعه 9-قدم-tall (2.7 م)، من تصميم جيرارد تسوتاكاوا، أصبح رمزًا لملعب تي-موبايل بارك.[48]
- اللحظة الحاسمة، جدارية من تصميم توم روس تُصوّر لوحة "الثنائي" الشهيرة لإدغار مارتينيز.[48]
- بئر الأمنيات في مستشفى الأطفال، الذي يضم تمثالًا برونزيًا لطفل في وضعية الضرب، ويتضمن تأثير نافورة مياه استُخدم في نهاية النشيد الوطني.[48]
- مينا خزفي على لوحات لافتات فولاذية مُثبتة على أعلام، تُصوّر "مواقع الملعب".[48]

## معرض الصور

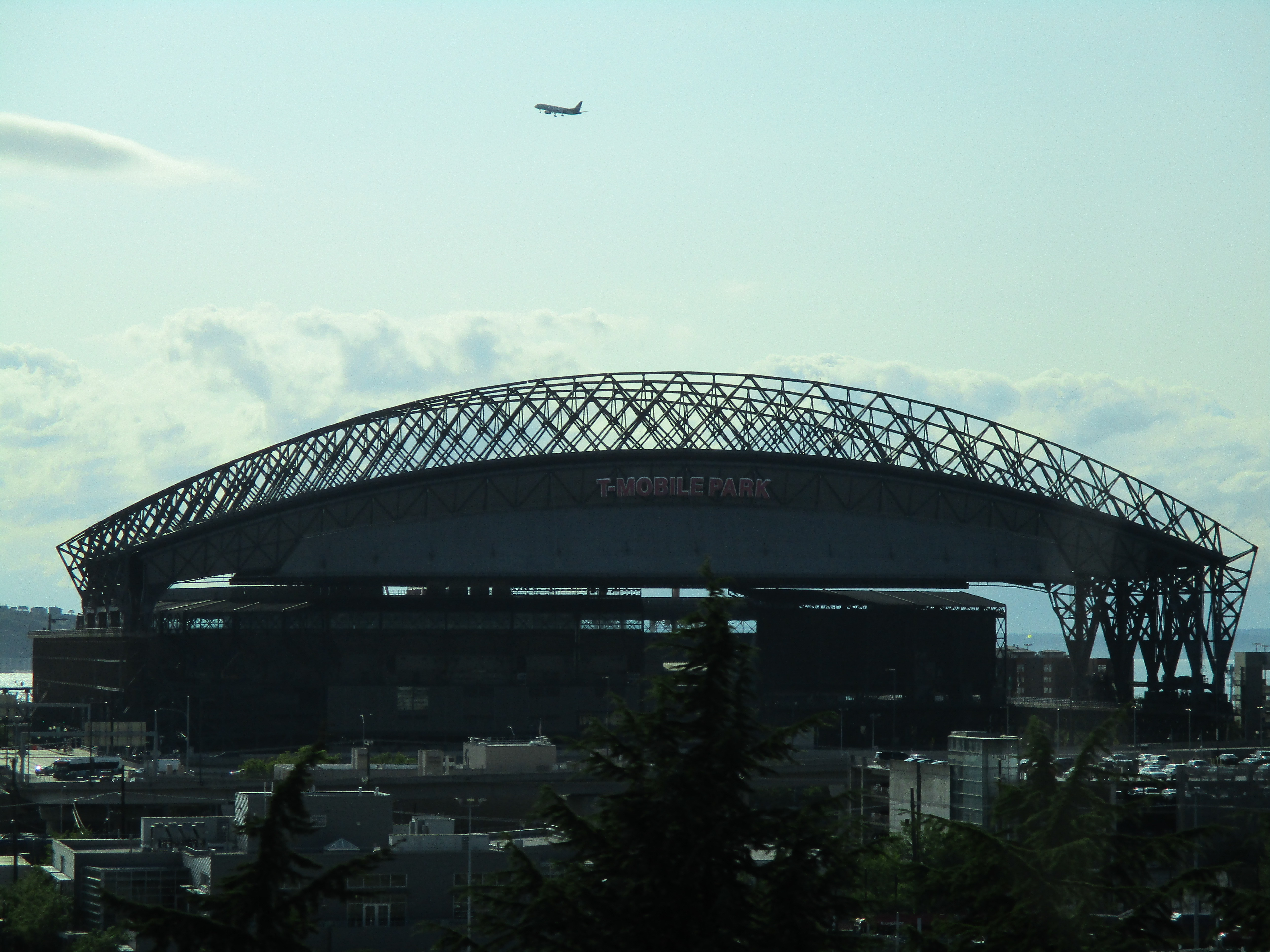
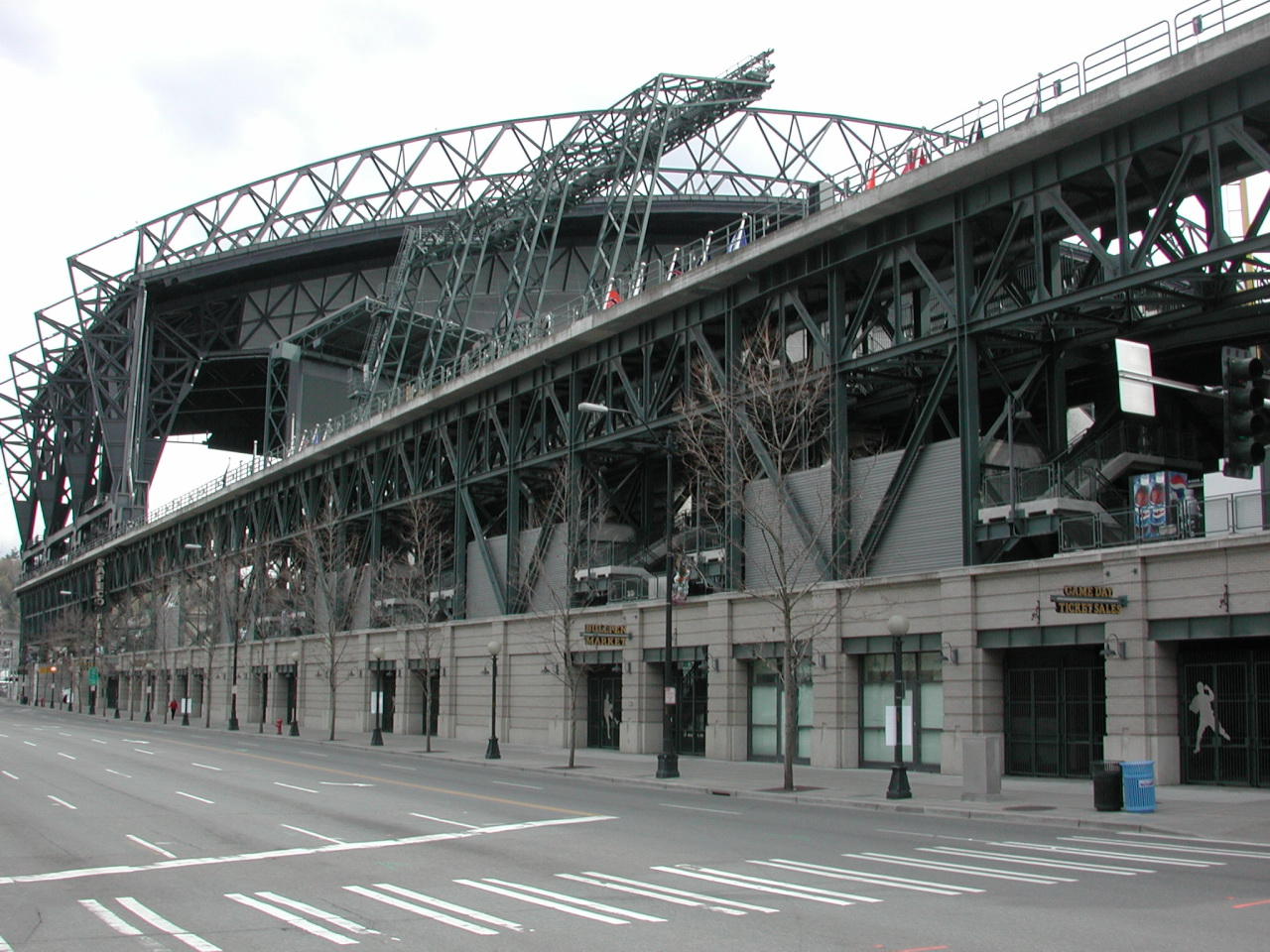
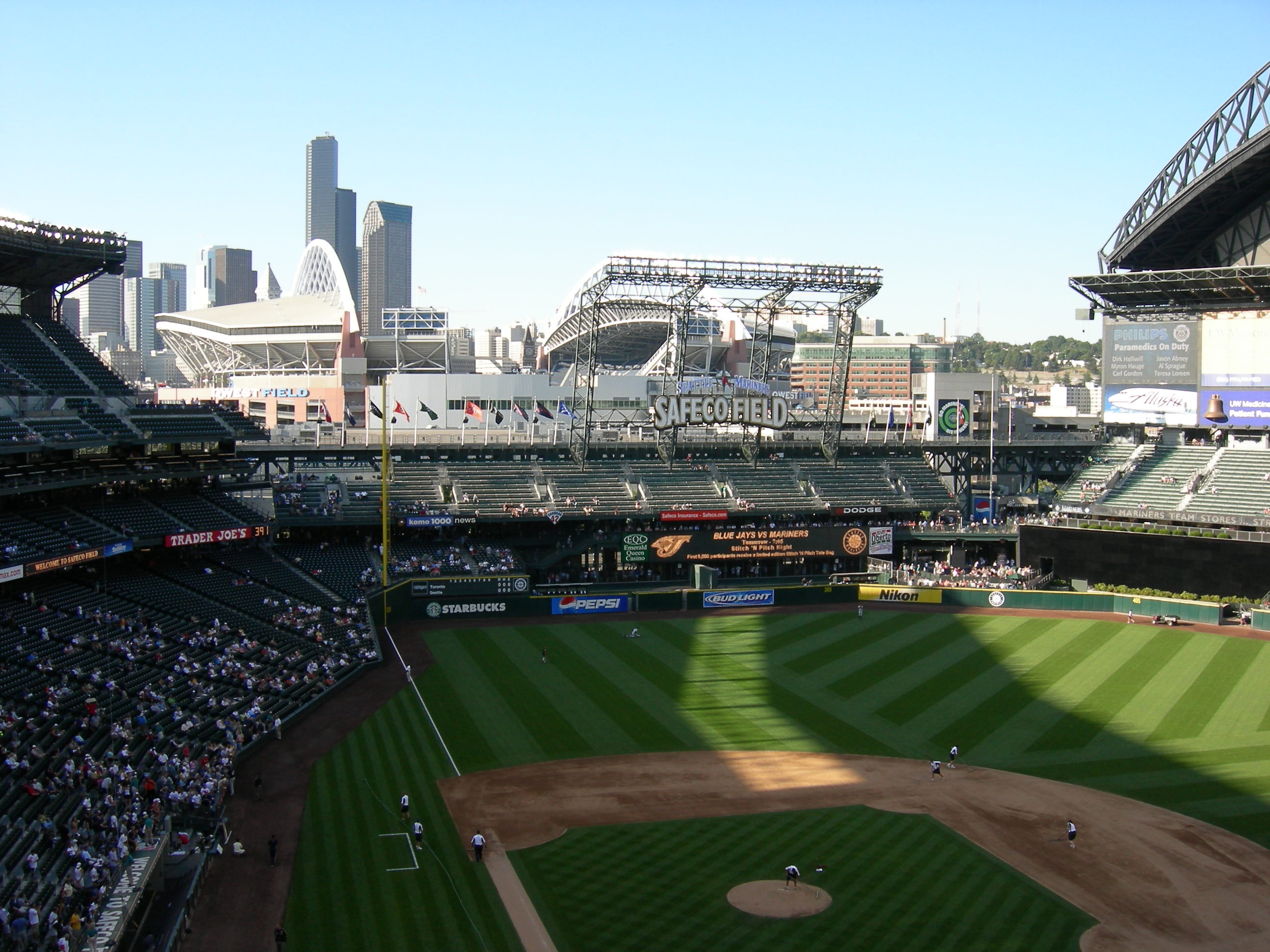
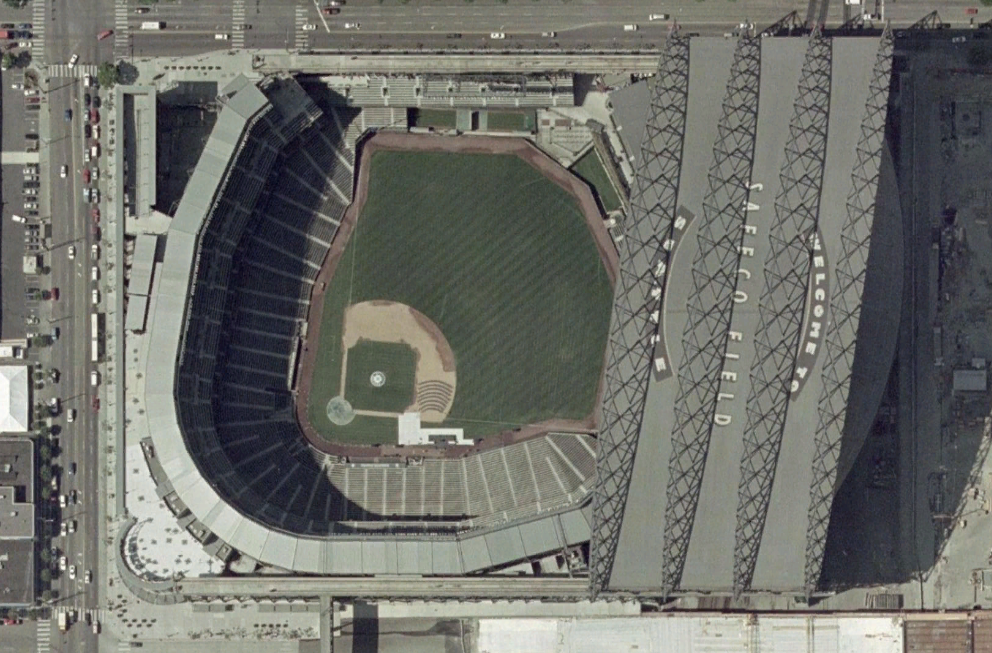
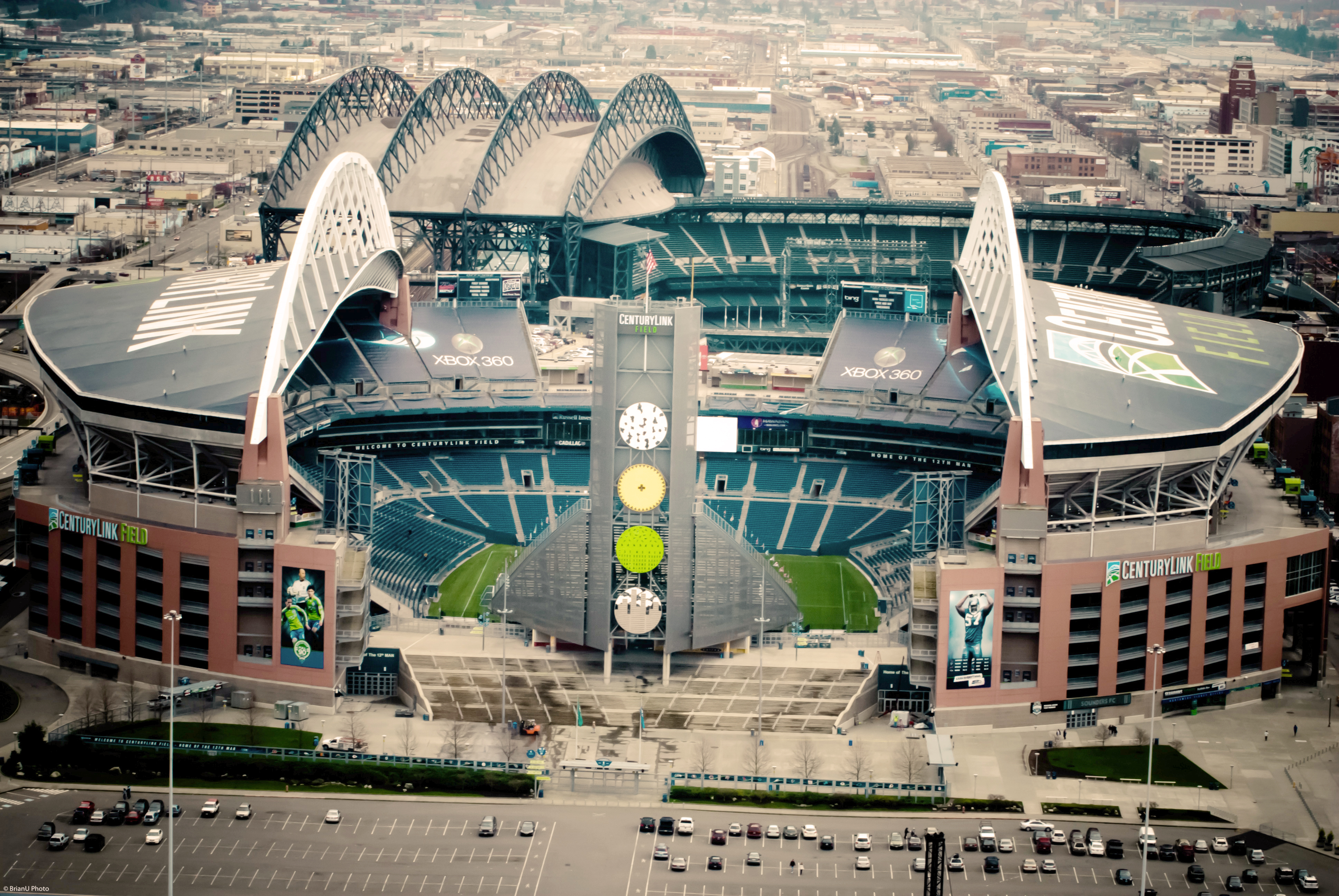
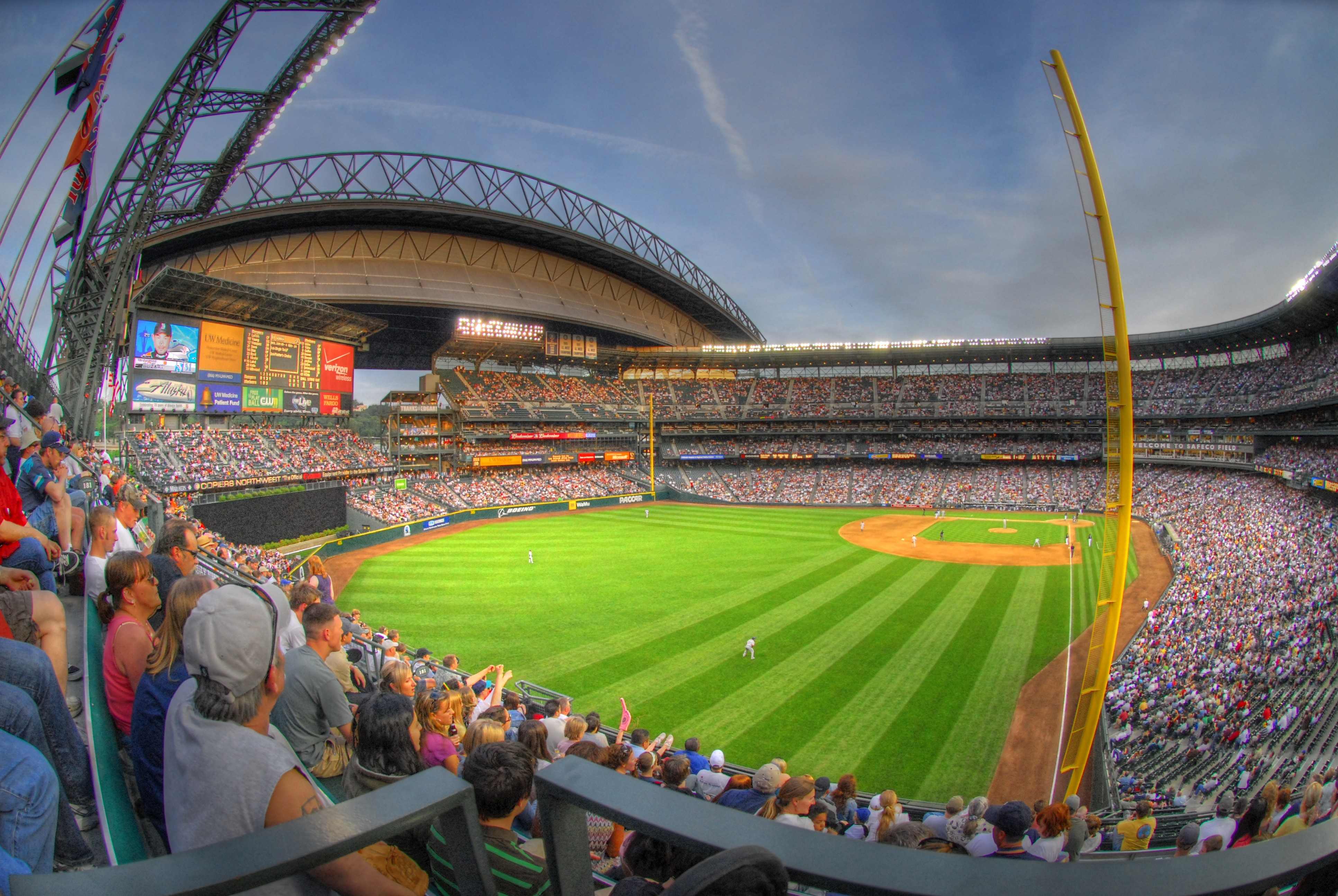
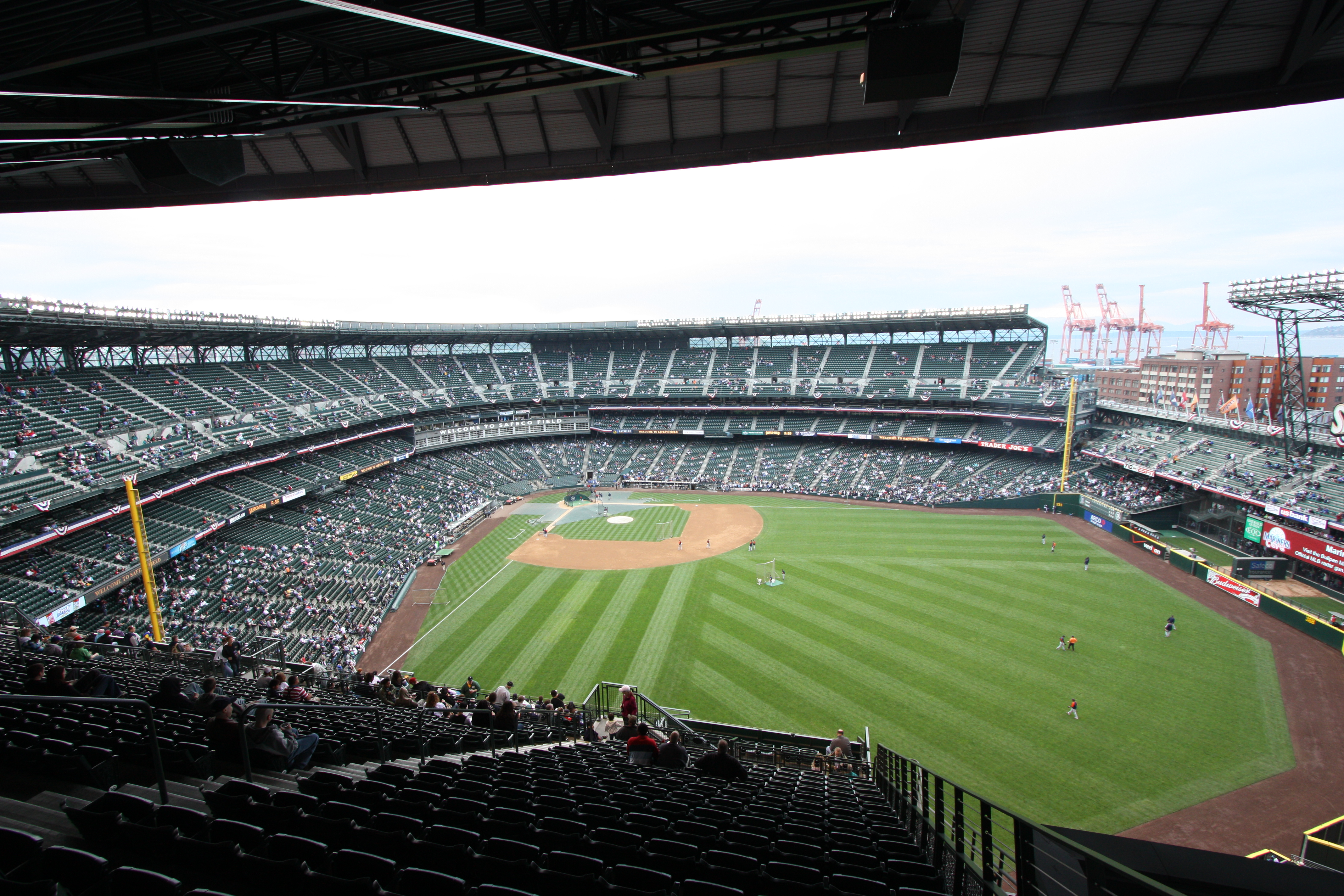
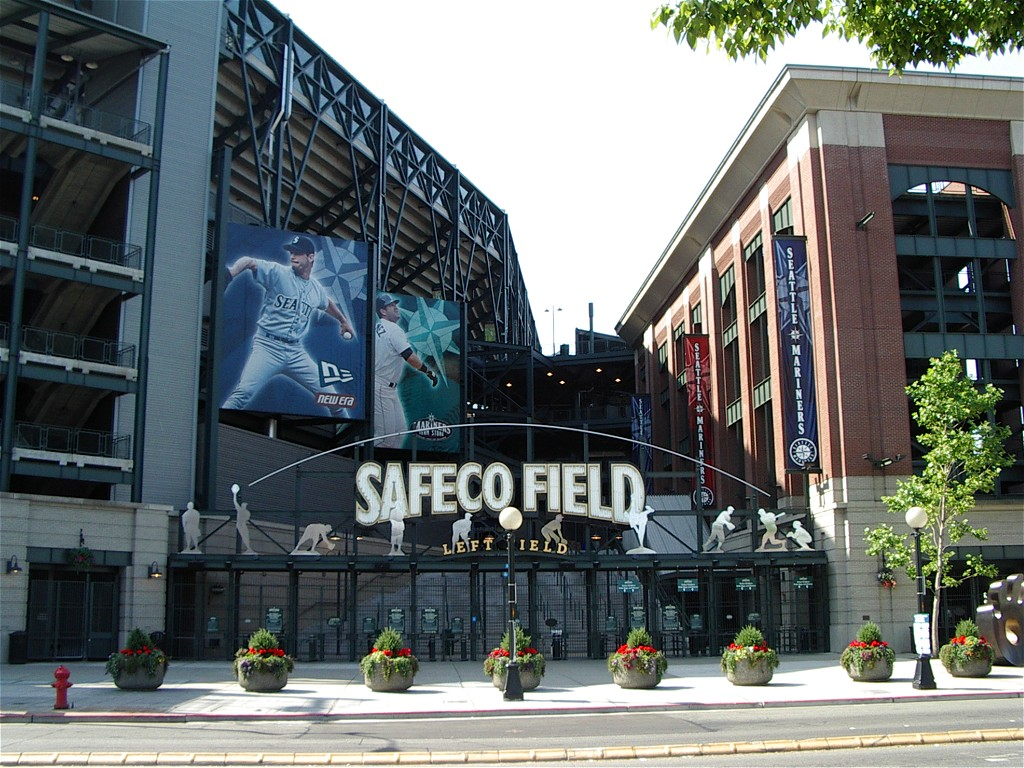
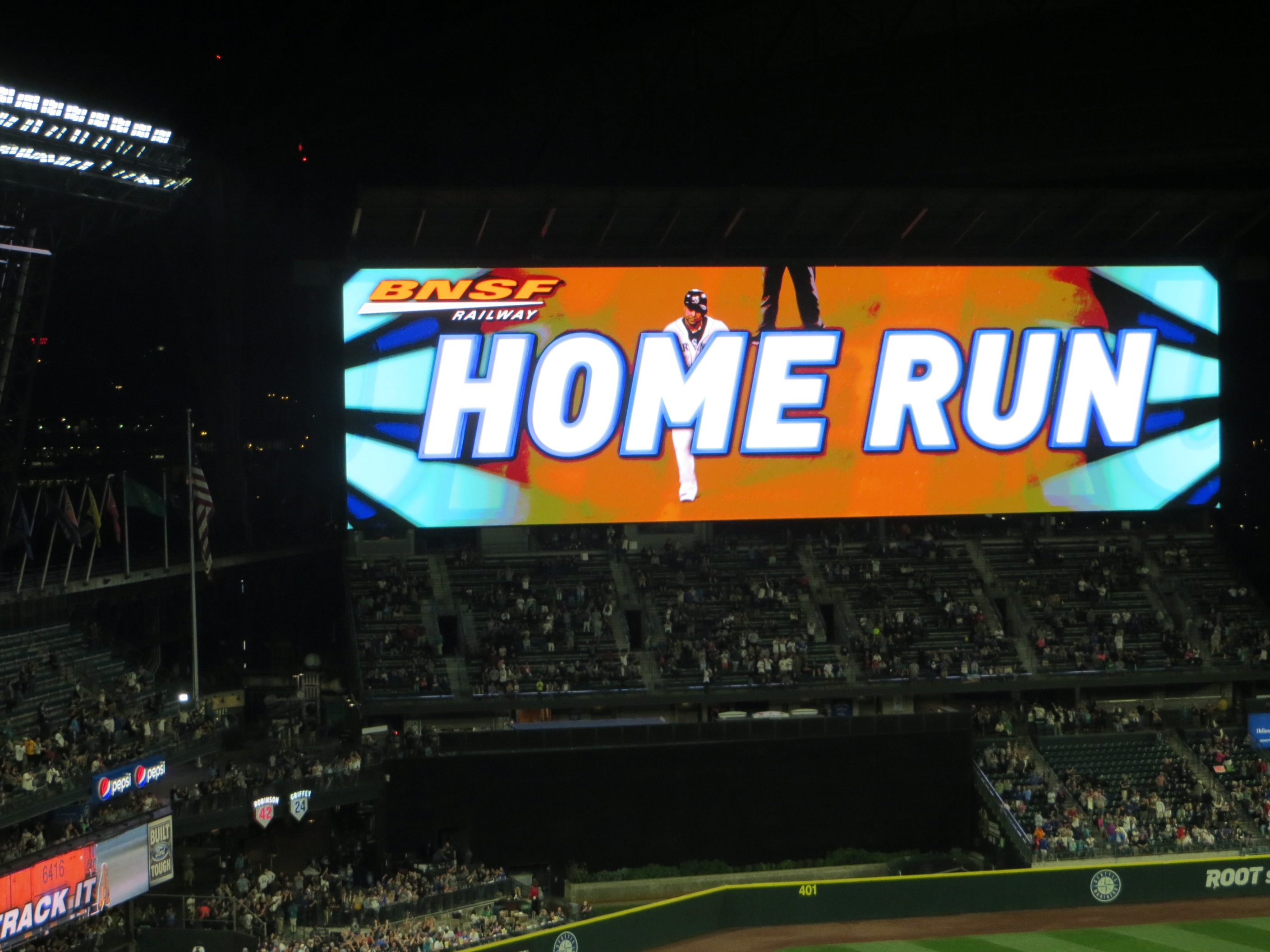
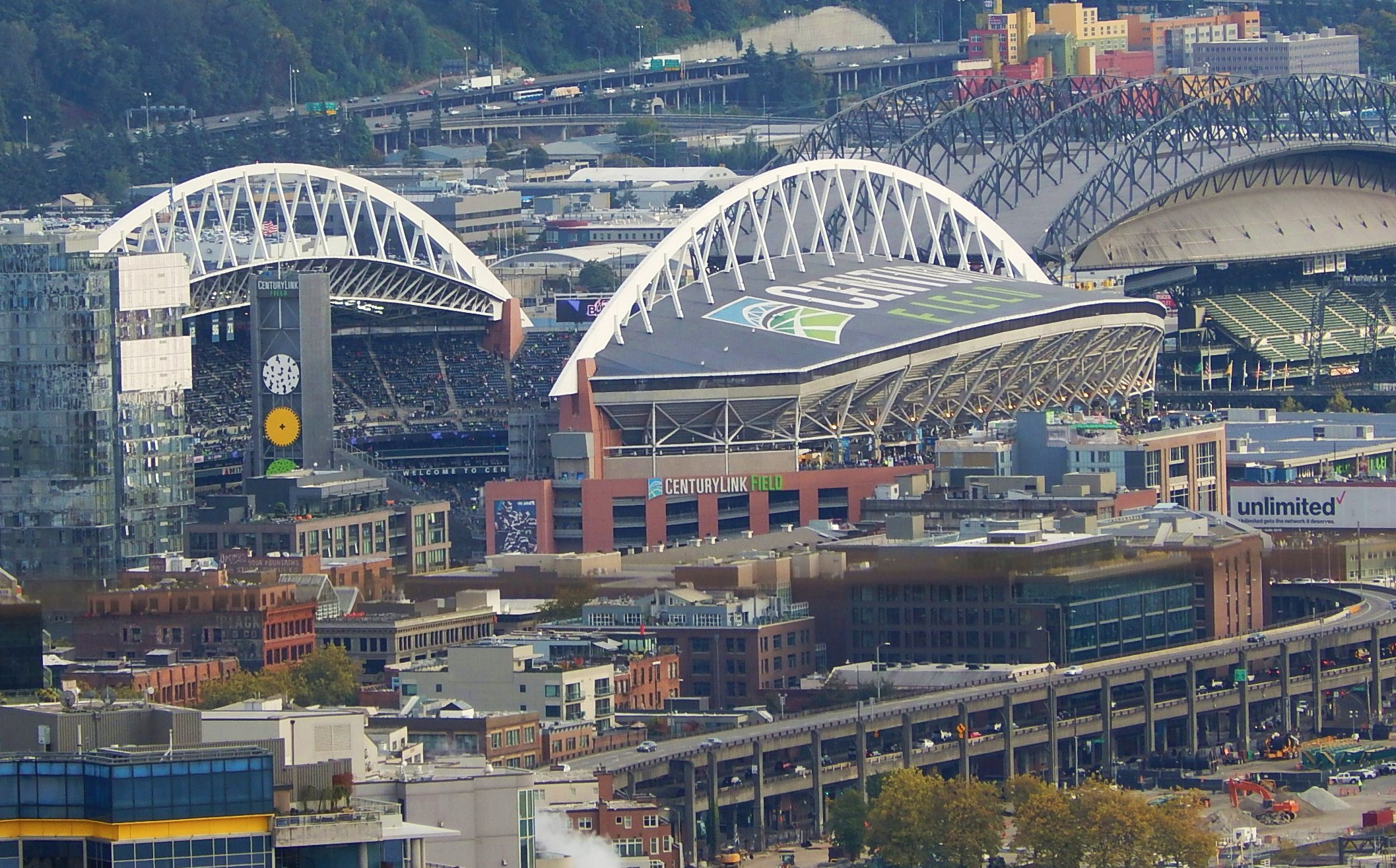